# Heinrich Zollinger
Heinrich Zollinger (Feuerthalen, 22 marzo 1818 – Kandangan, 19 maggio 1859) è stato un botanico svizzero.

## Biografia
Dal 1837-1838 studiò Botanica presso l'Università di Ginevra sotto la guida di Augustin e Alphonse de Candolle, ma fu obbligato a interrompere gli studi per problemi finanziari.
Nel 1842 si trasferì a Giava, dove lavorò in un giardino botanico e partecipò a piccole spedizioni scientifiche finanziate dal governo.
Nel 1848 ritornò in Svizzera, ma fece ritorno a Giava con sua moglie e i due figli nel 1855.
Zollinger morì a Kandangan a causa delle complicanze a lungo termine della malaria.